# Alconeura bicornella
Alconeura bicornella är en insektsart som beskrevs av Ruppel och Delong 1952. Alconeura bicornella ingår i släktet Alconeura och familjen dvärgstritar. Inga underarter finns listade i Catalogue of Life.